# Есперанто-література

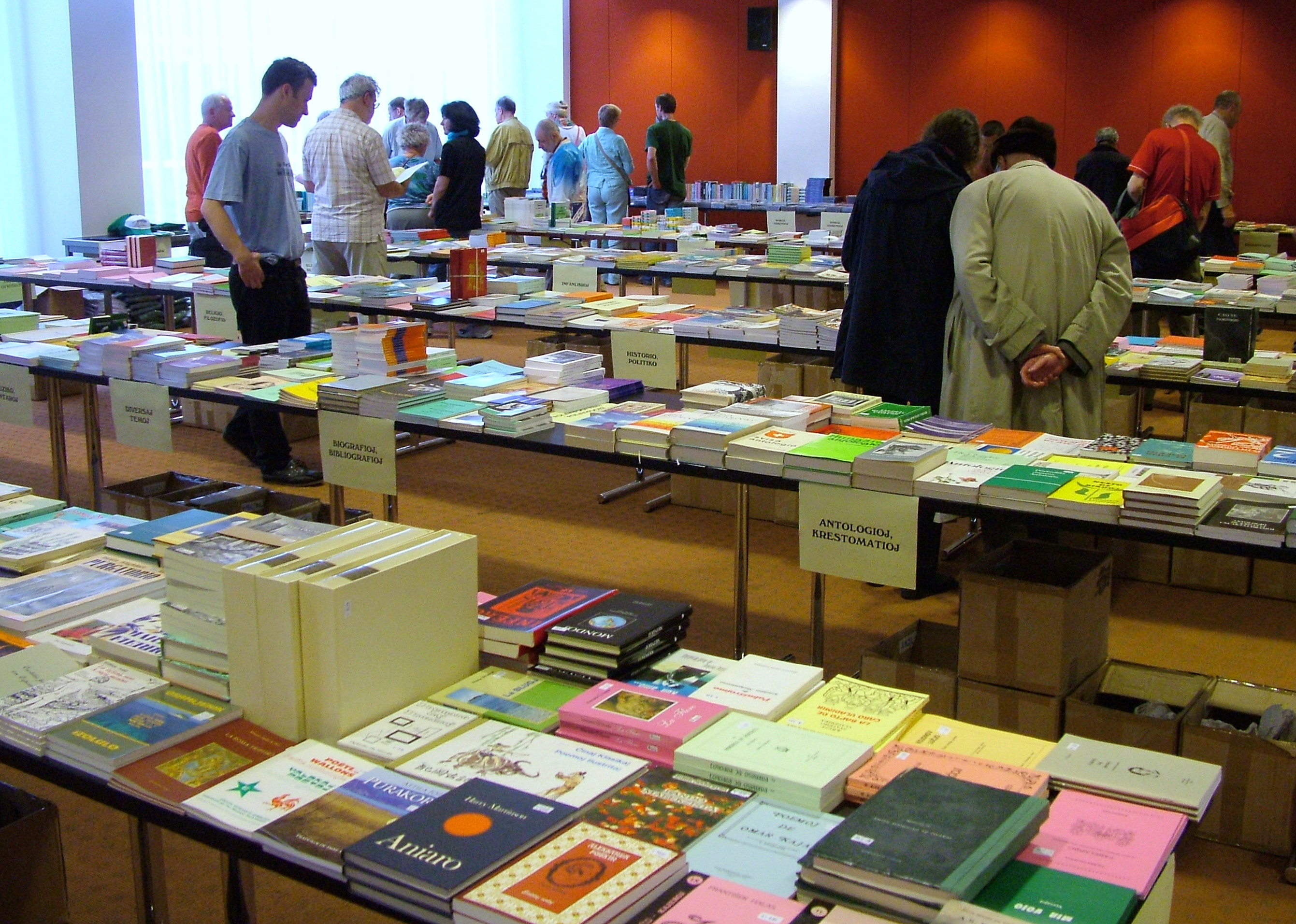
Книги на есперанто на Всесвітньому конгресі есперантистів у 2008 році

Есперанто-література — оригінальна і перекладна література мовою есперанто.

## Історія
У сучасному есперантському літературознавстві (див. монографію Concise Encyclopedia of the Original Literature of Esperanto. 1887—2007) історію есперанто-літератури поділяють на 5 періодів:
1. 1887-1920: Примітивний романтизм і формування стилю;
2. 1921-1930: Зрілий романтизм і розквіт літератури;
3. 1931-1951: Парнас і зрілість літератури;
4. 1952-1974: Постпарнас і модернізм;
5. Після 1975: Експериментальна поезія, популяризація роману, постмодернізм.

### I період (1887—1920): Примітивний романтизм і формування стилю
У ранні роки розвитку есперанто-руху література здебільшого була перекладною. Це пов'язано з тим, що мова була ще тільки у стадії розвитку й було небагато письменників, які володіли б есперанто на достатньому рівні.
Перші оригінальні літературні твори на есперанто належать самому її автору — Людвіку Заменгофу: «О, моє серце!» (есп. Ho, mia kor'!) і «Моя дума» (есп. Mia penso), які були опубліковані в «Першій книзі» в 1887 році.
З появою першого періодичного видання «есперантистів» (есп. La Esperantisto) починають виходити друком й інші невеликі віршовані та прозові твори. Значущою подією для есперанто-літератури став вихід «Фундаментальної Хрестоматії» (есп. Fundamenta krestomatio) в 1903 році.
Істотного поштовху в розвитку літератури надав I всесвітній конгрес есперантистів, після проведення якого оригінальних творів стало більше; до того ж, їхня якість зростала водночас зі збільшенням кількості носіїв мови та їхнього мовного рівня. А вже в 1907 році з'являється перший роман, написаний мовою есперанто французом Анрі Вальєном, — «Замок Прелонга» (есп. Kastelo de Prelongo). Його ж перу належить і другий оригінальний есперанто-роман «Він?» (есп. Ĉu li?).
В цей же період здійснюються перші якісні переклади світової класичної літератури мовою есперанто: перекладений Людвіком Заменгофом «Гамлет» Шекспіра, Василем Девятніним «Борис Годунов» і «Демон» Лермонтова, Абрамом Кофманом «Іліада» Гомера. Видатний слід залишив в есперанто-літературі «батько поезії на есперанто» Антоній Грабовський завдяки власним оригінальним творам і перекладам творів Пушкіна, Адама Міцкевича, Гете.
Характерною рисою I періоду стала поява письменницьких шкіл: Слов'янської, Північної та Французької.

#### Школи I періоду

##### Слов'янська школа
Слов'янська школа активно діяла до 1920 року. Умовно її можна розділити на два покоління. Лідерами першого покоління стали 5 письменників, твори яких увійшли до «Фундаментальної Хрестоматії»: Антоній Грабовський, Василь Дев'ятнін, Абрам Кофман, Лео Бельмонт і Фелікс Заменгоф. До поетів першого покоління Слов'янської школи належать Александрас Дамбраускас та Іван Селезньов. Особливе місце у становленні школи займає Йозеф Васневський, чия повість «На цегельному заводі» (есп. En la Brikejo) була удостоєна премії на першому конкурсі есперанто-літератури.
Найбільше з представників другого покоління Слов'янської школи виділяються: чеський поет Станіслав Шулхов, один із кращих письменників-новелістів Іван Ширяєв і «перший есперанто-стиліст» Казімєж Бейн (Кабе).

##### Північна школа
Виникненню Північної школи сприяло започаткування видання журналу «Lingvo Internacia» у Швеції в 1895 році. До основних представників школи належать: Магнус Норденсван, Отто Зейдліц, Валдемар Ланглет, Пер Альберт, Отто Сванбом, Г. Ф. Дешкін.

##### Французька школа
Важливим поштовхом для становлення французької школи стала творчість першого французького есперантиста Луї де Бофрона. До перших років XX століття інші французькі есперантисти наслідували його стиль, пізніше його вплив послабшав, й утворилися дві самостійні групи письменників.
Перша група об'єдналася навколо професора Карла Бурле і паризького часопису «Огляд» (есп. La Revuo). Письменники цієї групи були прихильниками відкритої мовної політики, введення неологізмів і нових коренів слів.
Інша група французьких письменників була проти непотрібних, на їхню думку, неологізмів в есперанто. Твори авторів цієї групи друкувалися в журналі «Міжнародна мова» (есп. Lingvo Internacia), а її лідером став професор-лінгвіст Теофіл Кар.
Літературна боротьба двох груп призвела до народження есперантологіі — лінгвістичної науки про есперанто. Характерним для цього періоду стало також значне збільшення кількості наукових праць на есперанто і формування журналістського стилю.
Французька школа приділяла поезії відносно небагато уваги. Найвідоміший її представник — франкомовний швейцарський есперантист Едмон Пріва. Вагомий внесок в есперанто-літературу зробила також лінгвістична робота Рене де Соссюра, спрямована на захист есперанто від критики прихильників ідо; центральною думкою даного твору є розробка теорії слова в есперанто. Есперантист Анрі Вальєн — перший романіст. Особливо популярною серед жінок була Жан Флуран.

#### Інші письменники I етапу
Крім трьох названих вище шкіл, виділяють низку окремих письменників-есперантистів:
- Альберт Стайлер — англійський письменник.
- Марія Ганкель — перша есперанто-поетеса в світі.
- Кларенс Бікнел — поет і піонер есперанто-руху в Італії.
- Джайлз Браун — англійський поет.
- Англієць Генрі Гаямс в 1915 році написав першу утопію мовою есперанто під назвою «Нове почуття» (есп. Nova Sento).
- Боровко Микола — один із перших письменників мовою есперанто і піонер руху есперантистів у Російській Імперії.
- Дун Карм Псайла — мальтійський поет.
- Алессандро Маццоліні — італійський поет.
- Роман Френкель — російський поет і перекладач.
- Генріх Лейкен — німецький романіст.
- Станіслав Браун і Станіслав Карольчик — польські поети.
- Перші скетчі були написані японськими авторами.

### II період (1921—1930): Зрілий романтизм і розквіт літератури
Початком нового періоду в есперанто-літературі прийнято вважати публікацію поетичної збірки угорського есперантиста Кальмана Калочая «Світ і серце» (есп. Mondo kaj koro). Наступні десятиліття стало розквітом есперанто-літератури завдяки цілій плеяді видатних письменників і поетів:

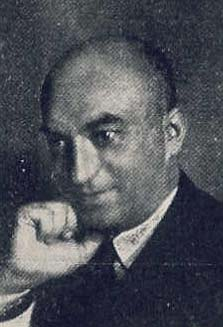
Кальман Калочай

| Письменник        | Назва творів                                           | Назва творів                                            | Рік                 | Країна    |
| Письменник        | Українською                                            | На есперанто                                            | Рік                 | Країна    |
| ----------------- | ------------------------------------------------------ | ------------------------------------------------------- | ------------------- | --------- |
| Кальман Калочай   | Світ і серце                                           | Mondo kaj koro                                          | 1921                | Угорщина  |
| Євген Михальський | Пролог Дві поеми                                       | Prologo Du Poemoj                                       | 1922 1929           | СРСР      |
| Дюла Баґі         | Повз життя Жертви Пілігрим Ура!                        | Preter la vivo Viktimoj Pilgrimo Hura!                  | 1923 1925 1926 1930 | Угорщина  |
| Юлій Мангада      | Збірка віршів                                          | Versaĵaro                                               | 1922                | Куба      |
| Грау Касас        | Любовні поеми Нові любовні поеми                       | Amaj poemoj Novaj amaj poemoj                           | 1924 1927           | Каталонія |
| Раймонд Шварц     | Заповіт Зеленого кота Усміхнена проза Анні та Монмартр | Verdkata testamento Prozo ridetanta Anni kaj Montmartre | 1926 1928 1930      | Франція   |
| Теодор Юнг        | Висока пісня любові                                    | La Alta Kanto de la Amo                                 | 1927                | Німеччина |
| Ян ван Шор        | Любов і поезія                                         | Amo kaj poezio                                          | 1928                | Фландрія  |
| Микола Хохлов     | Приплив відплив                                        | La tajdo                                                | 1928                | СРСР      |

### III період (1931—1951): Парнас і зрілість літератури
Протягом третього періоду вийшли друком ключові книги на есперанто: «Повний словник есперанто» (есп. Plena vortaro de Esperanto, 1930) «Натягнута струна» (есп. Streĉita kordo, 1931), антологія «Вічний букет» (есп. Eterna bukedo, 1931), «Путівник по Парнасу» (есп. Parnasa gvidlibro, 1932), «Від сторінки до сторінки» (есп. De paĝo al paĝo, 1932), переклад «Пекла» (есп. Infero. 1933) Данте, «Повна граматика есперанто» (есп. Plena gramatiko de Esperanto, 1935).
Починаючи з 1950 року, Всесвітня асоціація есперанто проводить конкурси літературних творів на есперанто за наступними номінаціями: оригінальна поезія на есперанто; оригінальна проза на есперанто; оригінальне есе на есперанто на тему мови, літератури, історії та соціології; оригінальний твір для театру; дитяча книга року, оригінально написана мовою есперанто.
Письменники і поети III періоду:
- Володимир Варанкін
- Гастон Варенг'єн
- Людмила Євсєєва
- Ізраїль Лейзерович

### IV період (1952—1974): Постпарнас і модернізм
У 1970 році розпочав діяльність літературний журнал Literatura Foiro. У цьому ж році виходить перше видання найоб'ємнішого тлумачного словника есперанто — Повного ілюстрованого словника есперанто (есп. Plena Ilustrita Vortaro de Esperanto, PIV).
Письменники і поети IV періоду:
- Марджорі Бултон
- Вільям Ольд
- Рето Россетті

### V період (1975— наш час): Експериментальна поезія, популяризація роману, постмодернізм
У V періоді все більша і більша кількість книг, написаних на есперанто, перекладається різними національними мовами. У світі з'являються видавництва, котрі публікують оригінальні і перекладні книги на есперанто. На 60-му Конгресі ПЕН-клубу 1993 року прийнято рішення про створення есперантистської секції. У 2007 році вийшов друком перший номер нового літературного журналу Beletra Almanako.
Письменники і поети V періоду:
- Михайло Бронштейн
- Валентин Мельников
- Клод Пірон
- Ріхард Шульц
- Михайло Гішплінг

## Українські перекладачі з есперанто
- Гордієнко-Андріанова Надія
- Василь Мисик
- Паливода Петро
- Пацюрко Володимир
- Паюк Віктор

### Есперанто-література
- (еспер.) Фундаментальна хрестоматія [Архівовано 7 квітня 2020 у Wayback Machine.]
- Література мовою есперанто [Архівовано 27 квітня 2020 у Wayback Machine.]
- (еспер.) Esperanta literaturo en la reto [Архівовано 19 березня 2020 у Wayback Machine.]
- (еспер.) Literaturo, en la reto, en Esperanto